# New Berrima
New Berrima – miasto w Australii, w stanie Nowa Południowa Walia.